# Fagliazione
La fagliazione è il processo di rotture delle rocce della crosta terrestre lungo determinati piani di frattura chiamati faglie. È proprio durante questo processo che si originano e si sviluppano le faglie stesse e con esse i terremoti, ovvero durante lo scorrimento dei due blocchi al tetto (hangingwall) ed al letto (footwall) della faglia, a causa del grande attrito generato. 
L'energia rilasciata sotto forma di onde elastiche è proporzionale alla superficie di rottura e all'entità dello scorrimento (rigetto) e determina la grandezza o (magnitudo) del terremoto. Quando la rottura giunge sino alla superficie terrestre si parla di fagliazione superficiale (surface faulting). 
La materia che studia la successione di eventi di fagliazione nel corso dei tempi passati è la paleosismologia, che fornisce informazioni importanti soprattutto nei paesi e luoghi privi di un valido catalogo storico dei terremoti ed è utile per valutare la pericolosità sismica di una regione.